# Christian Haas
Christian Haas (né le 22 août 1958 à Nuremberg) est un ancien athlète ouest-allemand, spécialiste du 100 m.
Champion de RFA de 1980 à 1997 (sauf en 1984) sur 100 m, il a aussi été champion sur 200 m en 1980 et en 1987. Lors des Championnats d'Europe de 1982, il remporte la médaille de bronze du relais avec Christian Zirkelbach, Peter Klein et Erwin Skamrahl. Il termine 6e des Championnats du monde de 1983 (en 10 s 32, meilleur placement d'un Allemand sur 100 m) et 5e du relais.
Qualifié en 1984 et 1988 pour les Jeux olympiques, il est sixième, avec ses coéquipiers allemands, de la finale du relais 4 fois cent mètres de 1988.
Son meilleur temps est de 10 s 16, en juin 1983 à Brême, et de 20 s 46 sur 200 m.
Il est le fils de Karl-Friedrich Haas et de Maria Sturm.